# Küstendüne

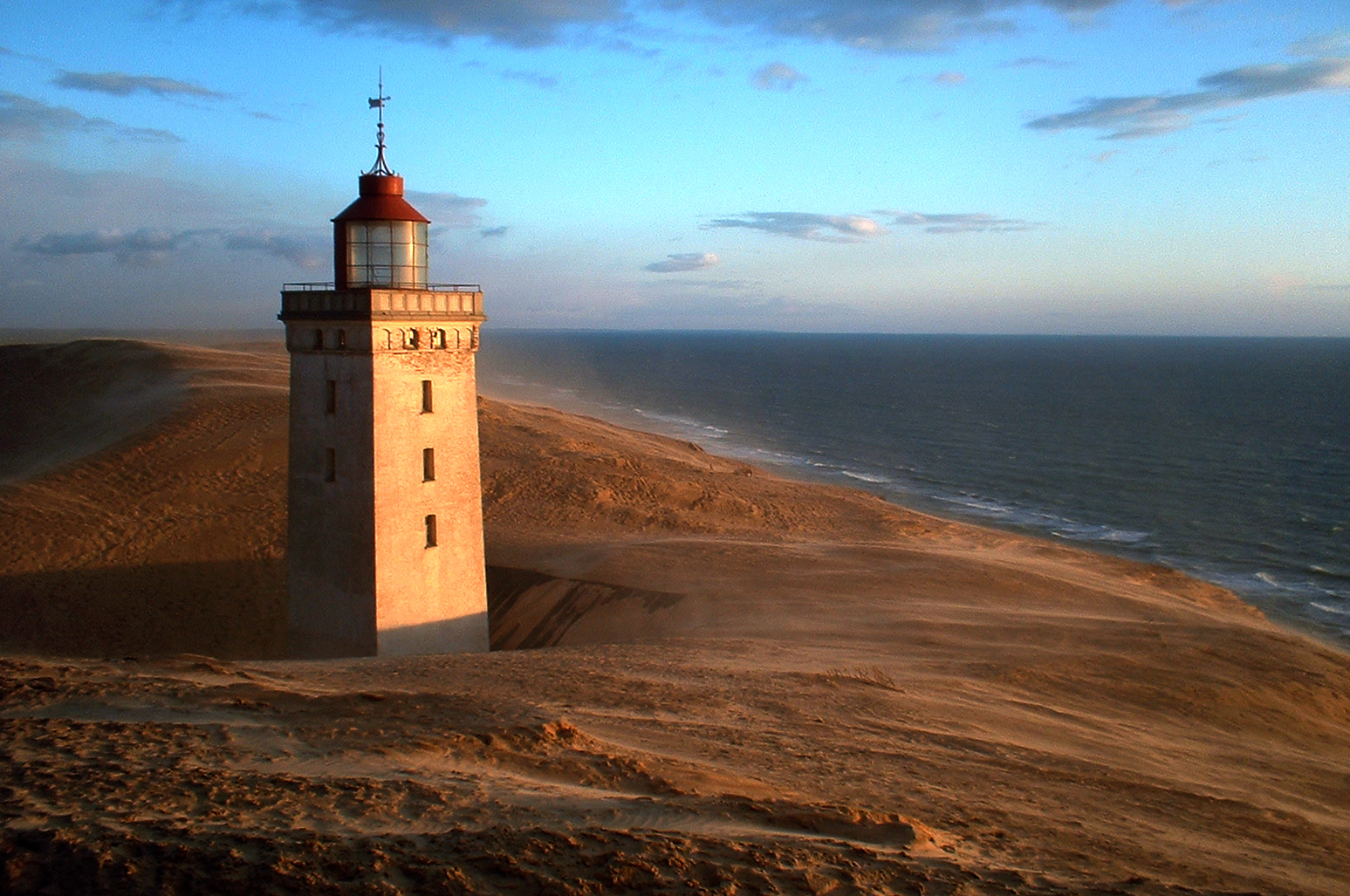
Wanderdüne Rubjerg Knude in Dänemark (2004)

Küstendünen sind Dünen, die in humiden und ariden Gebieten auftreten. Der Sand für diesen Dünentyp wird vom Meeresstrand herantransportiert. Wird der Dünensand nicht durch Vegetation beeinflusst, entstehen Sicheldünen (Barchane), in Gebieten mit Vegetationseinfluss Parabeldünen.

## Dünengliederung

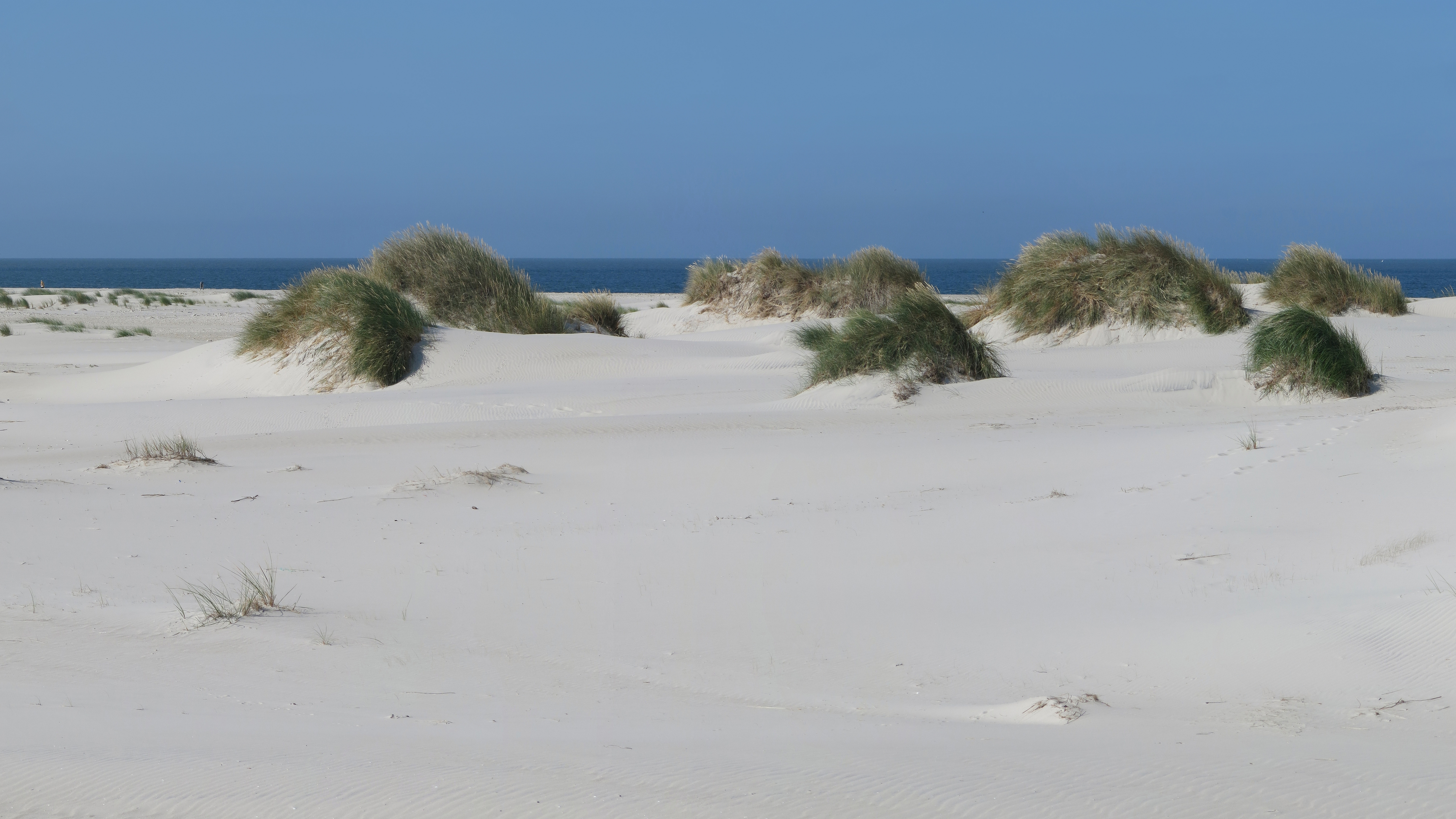
Vordünen auf Amrum

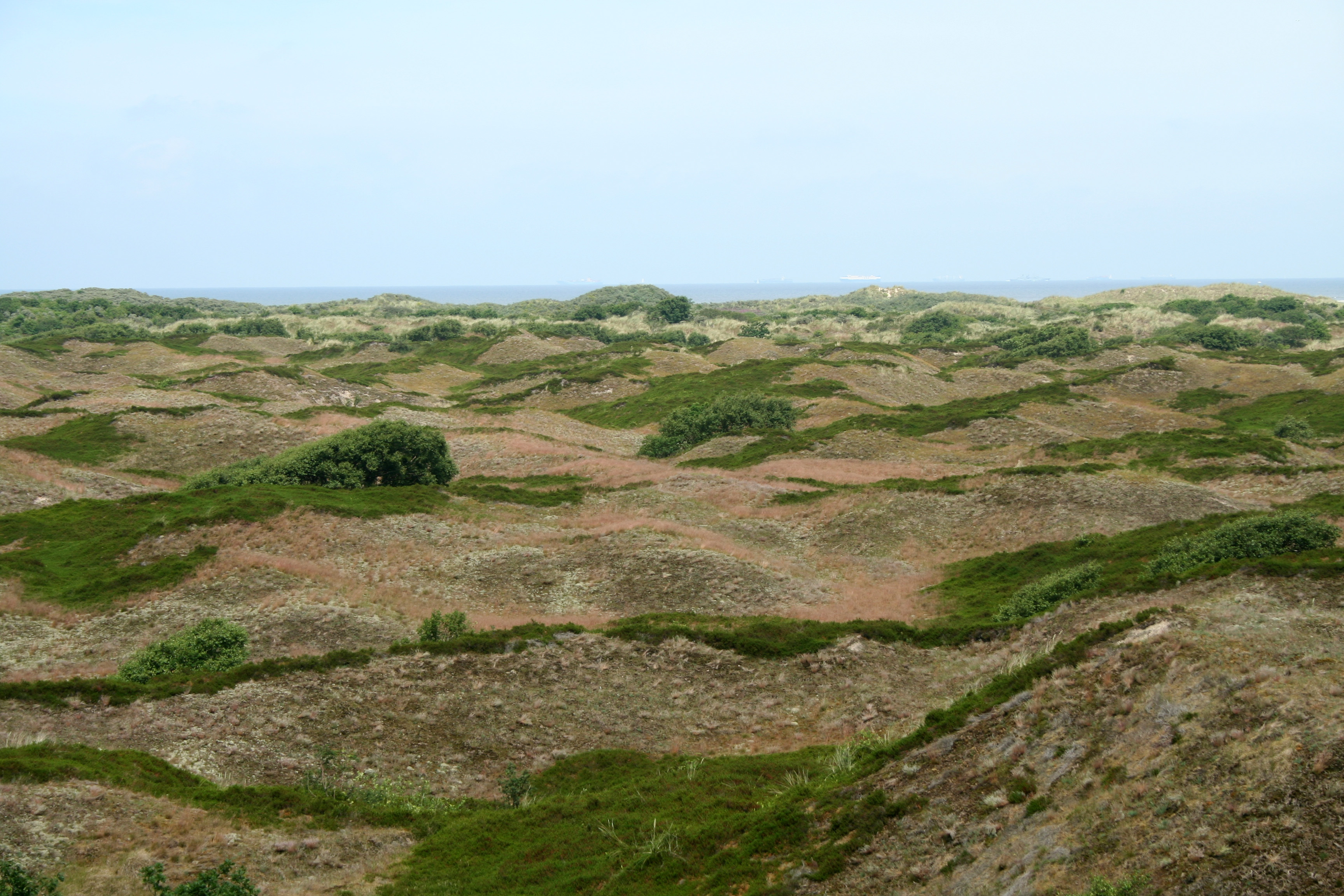
Braundünen auf Spiekeroog. Auf den mittlerweile versauerten Böden überzieht die Krähenbeere in großen dunkelgrünen Teppichen die Nordhänge der Dünen.

Schnittdiagramm durch eine Graudüne

Die Dünenbildung geschieht in mehreren Phasen, wobei eine Düne, je nach Umständen, nicht jede Phase erreicht. Sie unterscheiden sich dabei besonders hinsichtlich der sich ansiedelnden Flora, verschiedene Pflanzengemeinschaften ersetzen sich gegenseitig im Laufe der Zeit. Die ersten, stark von Gräsern geprägten Phasen sind von starken mechanischen Belastungen geprägt, bei denen beispielsweise immer wieder Sand die Pflanzen verschüttet.

### Primär- oder Vordüne
Als Primär- oder Vordüne bezeichnet man den Bereich zwischen Spülsaum und Dünengürtel. Er hat einen hohen Feuchtigkeitsgehalt, ist im Vergleich zum Spülsaum aber weniger salz- und nährstoffhaltig. Hier finden sich noch salztolerante Pflanzen wie Binsen-Quecke (Elymus farctus), Kali-Salzkraut (Salsola kali), Meersenf (Cakile maritima) und Salzmiere (Honckenya peploides).

### Weiß- oder Haldendüne
Die Weißdüne, auch Sekundärdüne oder Haldendüne, ist oft mehrere Meter hoch und besteht aus reinem Quarzsand aus der Primärdüne. Hier sind erste Anzeichen der Bodenbildung erkennbar, es bleibt aber bei einem Rohboden (Lockersyrosem) mit geringem Nährstoffgehalt. Daher ist sie nur zu 10–30 % mit Pflanzenbewuchs bedeckt. Typische Pflanzen sind Strandhafer, Strandroggen, Filzige Pestwurz und Stranddistel.

### Graudüne
Aus der Weißdüne geht die flachere Graudüne hervor. Ihre Hangneigung beträgt rund 20 %. Die Bodenentwicklung ist schon fortgeschritten im Stadium eines Ah/C-Bodens (Regosol) und somit hat die Graudüne den reichsten Vegetationsgürtel des gesamten Dünenbereiches. Die Flächendeckung beträgt hier bis zu 90 %. Ihre Färbung entsteht durch abgestorbenes Pflanzenmaterial, der pH-Wert einer Graudüne sinkt in der Zeit ihres Bestehens von etwa pH 6 bis 7 auf pH 4 bis 5. Typische Pflanzen sind Strand-Beifuß, Kartoffel-Rose, Becher- und Laubflechte, Doldiges Habichtskraut, Silbergras, Kriech-Weide, Mauerpfeffer und Dünenrose. Findet keine Beweidung statt, können Sträucher wie Krähenbeere und Besenheide einwandern. Die Graudüne wird zusammen mit der Braundüne auch als Tertiärdüne bezeichnet.

### Braundüne
Die Bodenbildung der Braundünen ist durch die armen Sande bestimmt und von einer geschlossenen Vegetationsdecke überzogen. Nach dem Regosol wird üblicherweise das Stadium einer nährstoffarmen Braunerde erreicht. Die Vegetation führt dem Boden organische Substanz zu. Im Gegensatz zu den jüngeren Weiß- und Graudünen ist hier das Carbonat weitestgehend ausgewaschen. Die fortschreitende Bodenversauerung unter Einfluss von Niederschlägen und Huminsäuren bedingt eine Podsolierung der Böden. Die Böden selber werden dann als Podsol bezeichnet. Typische Pflanzen und Pflanzengesellschaften sind natürliche Heidegesellschaften, Krähenbeere, Tüpfelfarn, Besenheide, Kriech-Weide und Sanddorn. Haben die Menschen durch Plaggen die obersten Bodenschichten bis knapp vor dem Grundwasser abgetragen, können sich auch Arten wie Sonnentau und Sumpfbärlapp ansiedeln.

### Dünentäler
„Primäre Dünentäler“ entstehen aus dem Sandstrand durch Bildung neuer Dünenwälle, durch die Teile der Strandebene gegen das Meer abgeschirmt werden, „sekundäre Dünentäler“ durch Abtrag von Dünen an der meerabgewandten Seite. Diese schließen sich zumeist direkt an die Braundünen an oder liegen zwischen Grau- und Braundüne. Insbesondere in sekundären Dünentälern sammelt sich oft Feuchtigkeit durch kapillar aufsteigendes Grundwasser und Regenwasser, wodurch sich in einigen dieser Dünentäler teils ganzjährig wasserführende Kleingewässer bilden. Die ökologische Bedeutung dieser in unmittelbarer Nachbarschaft trockener Standorte liegenden feuchten Dünentäler liegt insbesondere im Vorkommen einer Artenkombination von Flora und Fauna, die in dieser Form sonst nicht vorkommt. Zu den für solche Standorte typischen Arten gehören die Kreuzkröte (Bufo calamita) und der gefährdete Strandling (Littorella uniflora).

### Wanderdüne

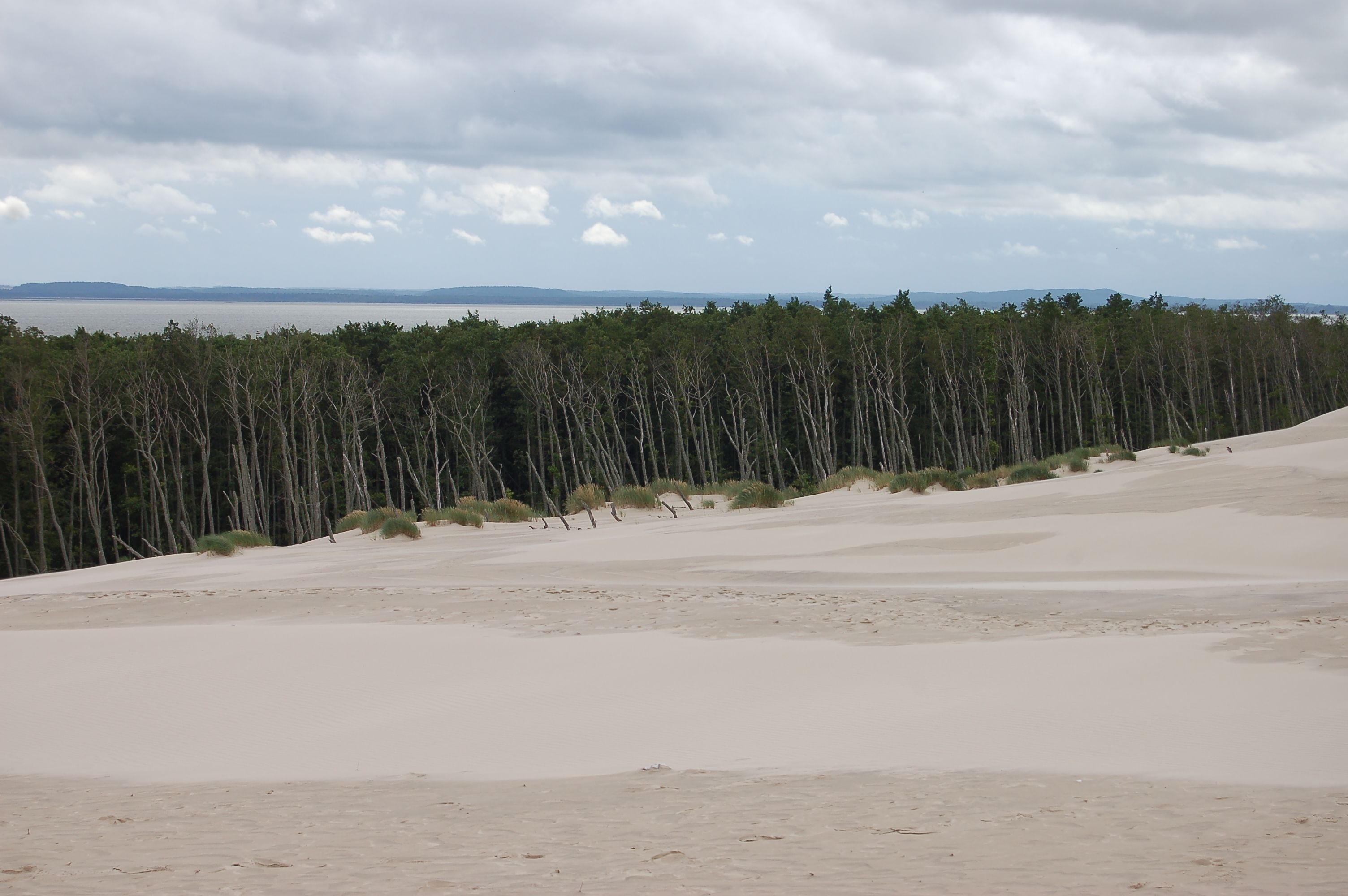
Lontzkedüne: eine Wanderdüne an der polnischen Ostseeküste

Wanderdünen haben keine oder nur geringe Vegetation an der Oberfläche und bewegen sich vom Wind angetrieben mit einer Geschwindigkeit von einigen Metern im Jahr. Wanderdünen haben auf der dem Wind zugewandten Seite, der Luvseite, eine geringe Steigung, während auf der dem Wind abgeneigten Seite, der Leeseite, der Hang generell eher steil ist. Sie können Höhen von bis zu einhundert Metern erreichen. Dabei werden vorhandene Landschaften, wie Heideflächen, Wälder und Seen, die sich in ihrer Ausbreitungsrichtung befinden, von ihnen überlagert. An Wanderdünen lässt sich die Entwicklung einer Düne oft in mehreren Stadien gleichzeitig betrachten. Bekannte Wanderdünen befinden sich an der Ostseeküste im Slowinzischen Nationalpark in Polen (Lontzkedüne) und an der französischen Atlantikküste bei Arcachon (Dune du Pyla).

## Menschliche Nutzung und Gefahren
Dünen schützen vielerorts die Küste vor Sturmfluten, Wanderdünen stellen aber auch eine Gefahr dar, da sie drohen menschliche Siedlungen und Einrichtungen zu überwandern. Um Dünen zu befestigen, werden sie beispielsweise mit Strandhafer bepflanzt. Dünen werden in manchen Regionen regelmäßig als Weideland genutzt. Dies verhindert, dass sich Kleinsträucher ansiedeln können. 
Touristisch sind Dünen oft von hoher Bedeutung. An den europäischen Küsten sind viele Dünenlandschaften von einem dichten Netz von Wanderwegen und Parkplätzen durchzogen, so dass Brutvögel wie Möwen und Enten fast nur noch in speziellen Schutzgebieten vorkommen.